# Macas

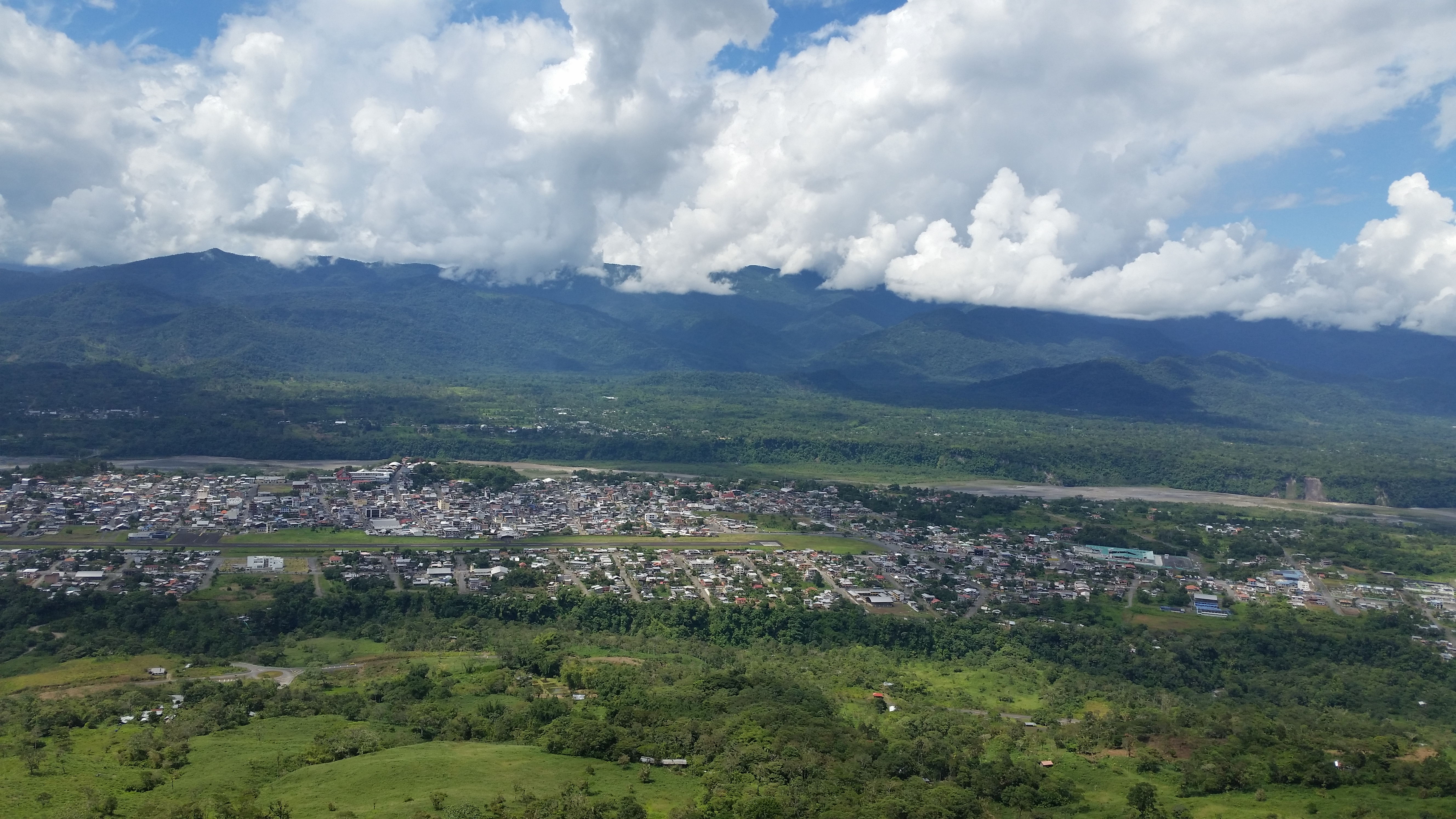
Blick nach Osten über den zentralen und südlichen Teil der Stadt

Macas, auch Nuestra Señora del Rosario de Macas, ist die Hauptstadt der ecuadorianischen Provinz Morona Santiago sowie die einzige Parroquia urbana im Kanton Morona. Die Parroquia besitzt eine Fläche von 53,32 km². Beim Zensus 2010 wurden in der Parroquia 19.176 Einwohner gezählt. Davon lebten 18.984 im urbanen Bereich von Macas.

## Lage
Die Parroquia Macas liegt in der vorandinen Zone am Westrand des Amazonasbeckens. Das Gebiet hat eine Längsausdehnung in Ost-West-Richtung von 12 km sowie eine maximale Breite von 7 km. Es liegt in Höhen zwischen 880 m und 2160 m. Der Río Abanico fließt entlang der westlichen Verwaltungsgrenze nach Norden, der Río Upano entlang der östlichen Verwaltungsgrenze nach Süden. Die 1070 m hoch gelegene Stadt Macas liegt im äußersten Osten der Parroquia auf einem niedrigen Höhenrücken zwischen den Flussläufen von Río Jurumbaino im Westen und Río Upano im Osten.

## Geschichte
Macas geht auf eine Gründung von José Villanueva de Maldonado im Jahr 1575 im Auftrag des Gouverneurs von Yaguarzongo, Juan Salinas Loyola, zurück. Im Jahr 1824 wurde der Kanton Morona gegründet und Macas wurde dessen Verwaltungssitz. Macas wurde im Jahr 1953 Hauptstadt der neu gegründeten Provinz Morona Santiago.

## Verkehr
Die Stadt Macas liegt an der Fernstraße E45 (Zamora–Puyo). Diese überquert bei Macas den Río Upano. Unmittelbar am westlichen Stadtrand befindet sich der kleine Flughafen Macas, von dem aus regelmäßige Verbindungen nach Quito und Cuenca bestehen.

## Tourismus
Etwa 50 Kilometer nordwestlich liegt der 5230 m hohe Vulkan Sangay mit dem ihn umgebenden Sangay-Nationalpark.